# Sikhs
Els sikhs (panjabi: ਸਿੱਖ, sikkh [ˈsɪkkʰ]) són els seguidors del sikhisme, una religió reconeguda, que es va originar al segle xv al Panjab. El terme sikh té origen en la paraula sànscrita śiṣya (शिष्य), que vol dir 'deixeble, estudiant' o śikṣa (शिक्ष), que vol dir 'instrucció'. Un shik és un deixeble del guru.
Durant l'imperi mogol a l'Índia (1556-1707), diversos gurus sikh van ser assassinats pels mogols per oposar-se a la persecució de comunitats religioses minoritàries, i els sikh es van militaritzar i lluitar contra els mogols, i finalment els sikhs van fundar un estat al segle xvii (estat sikh de Lahore), al qual els britànics van posar fi el 1849. Els nous senyors del Panjab aviat es van adonar de les qualitats militars dels sikhs i el delegat britànic a la regió, sir John Malcom (des de 1852) va començar a reclutar gent d'aquesta religió per a l'exèrcit britànic de l'Índia. Els reclutats foren soldats o jagirdars (propietaris de terres) que o bé havien conservat les seves propietats o bé havien rebut una indemnització i, per tant, foren molt lleials als britànics, com van mostrar durant la rebel·lió dels sipais del 1857-1858. Els soldats sikhs (khalses) formaven un terç dels 60.000 soldats i, posteriorment, la proporció es va augmentar. Per mantenir la lleialtat i afavorir el reclutament, es van dictar disposicions que permetien portar la barba i els cabells llargs segons el costum de la comunitat khalsa (sikh) i van ajudar a reforçar la seva identitat.
Durant la segona meitat del segle xix, es va produir un renaixement de la religiositat sikh. Els namdharis de Kuka, adeptes del guru Baba Ram Singh, van crear un moviment mil·lenarista i iconoclasta al Panjab central que s'oposava als carnissers àrabs que mataven els animals per menjar. Els britànics van actuar militarment contra els kukes al districte de Ludhiana (1872) i van exiliar Baba Ram Singh a Birmània. A final del segle, va començar el moviment Sabha que pretenia una reforma de la religió i l'educació i s'havia originat a causa de les conversions al cristianisme i (en menor mesura) a l'islam, i per l'amenaça que representava el moviment hindú Arya Samaj. Els reformistes volien una educació a la manera anglesa i el govern va fundar diverses escoles i col·legis al Panjab; també van defensar l'escriptura panjabi en alfabet gurmukhi enfront de l'urdú en caràcters aràbics i de l'hindi en caràcters devanagari.
Milers de sikh es van allistar a la I Guerra Mundial al costat dels britànics, lluitant a França, a l'Àfrica oriental i a l'Orient Mitjà. En aquest temps, va sorgir a Amèrica, a la costa oest, el moviment ghadari ('amotinament') i alguns actes de terrorisme van portar a la repressió policial i militar el 1915.
Entre 1918 o 1947, els sikhs van tenir força activitat política: primer es van enfrontar amb el govern de l'Índia pel control dels temples sikhs (gurdwares) i el 1921 es va iniciar l'anomenada "tercera guerra sikh" que tot i el seu nom fou un conflicte principalment polític no violent, encara que amb alguns episodis de violència. El moviment el promovien els extremistes anomenats akalis ('immortals') i tenia a la base les classes populars, més les classes professionals o burgeses. El govern britànic va acabar emetent la Sikh Gurdawaras Act el 1925, que donava la custòdia dels temples i mausoleus històrics a una comissió de 160 persones, però que no va calmar l'agitació. Després, els sikhs es van interessar en la participació política per mitjà del Consell d'Estat i l'Assemblea legislativa del Panjab.
En la II Guerra Mundial van tornar a cooperar amb el govern britànic, però l'entusiasme no era el que havia estat. Els akalis afavorien la unitat de l'Índia amb el Congrés Nacional Indi, però si hi havia un Pakistan separat van començar a exigir un Khalistan o Sikhstan o Khalsastan. En plena guerra, aquesta qüestió va dividir els sikhs i un nombre important de presoners de guerra japonesos es van unir a l'Exèrcit Nacional Indi de Chandra Bose.
El 9 de març de 1946, els sikhs van declarar ser una nació i l'endemà van exigir la creació d'un estat sikh. A la partició l'agost de 1947, la major part dels sikhs van quedar a la part índia del Panjab i els dos milions i mig que van quedar al Pakistan van emigrar en general, ocupant el lloc dels musulmans que, al seu torn, van emigrar des del Panjab indi cap al Pakistan. El 1951, eren el 35% de la població del Panjab i els hindús el 62%. Les indemnitzacions pagades pel govern indi als refugiats foren febles i van provocar ressentiments. El govern rebutjava concessions polítiques del tipus d'estatut autònom a una religió i reconèixer a les castes sikhs (principalment castes baixes) els mateixos drets positius que es pretenien per a les castes inferiors hindús; per això, el desig d'un estat separat es va incrementar. El 1956, les proteccions per a les castes sikhs foren reconegudes iguals a les dels hindis.
Per aquest període vegeu: sikhisme polític.
El 1966, es va admetre el principi de crear un estat de majoria sikh a l'Índia, amb un 56% d'adeptes de la religió i de llengua panjabi. Haryana fou constituïda en estat de la unió i alguns districtes foren agregats al territori d'Himachal Pradesh, que també va esdevenir estat el 1971. El 1967, va formar govern l'Autoritat per Afers Polítics dels Sikhs (Shiromani Akil Dal/Authority for the Political Matters of Sikhs, anagrama SAD), un partit religiós sikh, seguit al cap de poc per l'Associació Popular (Janapa Parishad), oposició de dretes, però sempre en precari fins que el president va assolir el govern directe (1968-1969), fins a les noves eleccions que van reproduir la situació amb governs alterns dels mateixos partits sense majoria parlamentària sòlida. Un altre govern directe (1971-1972) va permetre el retorn del Congrés, i el 1973 l'Akali Dal, el principal partit sikh, de caràcter religiós, va fer adoptar l'anomenada «resolució d'Anandpur Sahib», per la qual es reclamava una autonomia més gran. La situació es va degradar i amb els problemes a tota l'Índia es va imposar el govern directe (1977); al final d'aquest breu període, les noves eleccions van donar el poder al partit religiós sikh Akali Dal.
El 1980, es va imposar altre cop el govern directe, i a les noves eleccions del 1980, el Partit del Congrés va aconseguir la majoria i va formar govern, del qual fou apartat per un nou govern presidencial el 1983 quan l'agitació al Panjab i la guerrilla separatista sikh estava en el seu moment més actiu, amb els fets del temple d'Amritsar (juny de 1984), en què un grup d'extremistes religiosos es van fer forts al temple Daurat a la ciutat d'Amritsar, que és el temple més sagrat dels sikhs, i en van acabar expulsats per la intervenció militar ordenada per Indira Gandhi, intervenció que va causar entre cinc i sis mil morts. Al mateix temps, es proclamava la República de Khalistan a l'exili de Londres (13 de juny de 1984), dirigida per Jagit Singh Chauhan (es va dissoldre el 2007), i els fets van culminar en l'assassinat el 31 d'octubre de 1984 d'Indira Gandhi pels seus guàrdies sikhs.
El 1985, quan la situació va millorar, el partit religiós sikh, oposat a la violència, va aconseguir el poder (alguns parents dels guàrdies sikhs autors de la mort d'Indira foren elegits), però la situació no era prou estable i altre cop es va imposar el govern directe, que va durar fins al 1992. En les eleccions d'aquest any, va triomfar el Partit del Congrés (ja reunificat), que va governar fins al 1997 (incloent-hi un govern del 1995 al 1996 del Punjab Pradesh Congress, una branca regional fidel a Sonia Gandhi). El 1997, va tornar al poder el partit religiós sikh, que va donar pas (2002-2007) altre cop al Partit del Congrés, i aquest, el 2007, altre cop al partit religiós, en una clàssica alternança de poder. Les reivindicacions sikhs no han disminuït encara que, actualment, no ocupen un lloc destacat en les notícies del món.